# Nevaeh (luchadora)
Elizabeth Crist (de soltera Vocke, nacida el 29 de enero de 1986) es una luchadora profesional estadounidense, más conocida por su nombre en el ring Nevaeh. Actualmente trabaja para Women of Wrestling (WOW), trabajando en la última bajo el nombre de Hazard. Nevaeh también ha competido con Impact Wrestling y se presenta en el circuito independiente, especialmente para Combat Zone Wrestling (CZW).
Ella compite por Shimmer Women Athletes, donde ella y Ashley Lane, más conocida como Madison Rayne, fueron las inaugurales Campeonas en Parejas de Shimmer, además de Shine Wrestling y Women Superstars Uncensored (WSU), donde es una ex-Campeona Spirit de WSU.

## Carrera en lucha libre profesional

### Carrera temprana (2004-2008)
En 2004, Nevaeh luchó regularmente para Heartland Wrestling Association, enfrentando a luchadoras como Hellena Heavenly y Heather Owens. También hizo varias apariciones para Mad-Pro Wrestling, donde dirigió a Matt Stryker. El 3 de junio de 2007, debutó para Cleveland All-Pro Wrestling, perdiendo ante Jessicka Havok, y tres meses más tarde regresó para hacer equipo con su esposo de la vida real Jake Crist para derrotar a Lexi Lane y Robbie Starr. Al mes siguiente, Neaveh debutó para Ohio Championship Wrestling (OCW), donde ganó el Campeonato Femenino de OCW de Lexi Lane. El dúo luego formó un equipo en parejas regular, y también viajó a Insanity Pro Wrestling (IPW), enfrentando a equipos como Sassy Stephie & Angel Dust y Paige Adams & Elektra Fine.

### Shimmer Women Athletes (2008-2011, 2013-presente)
El 26 de abril de 2008, Nevaeh hizo su debut para Shimmer Women Athletes en las grabaciones de Volume 17, donde ella y Ashley Lane (la renombrada Lexi Lane) perdieron ante The Experience (Lexie Fyfe & Malia Hosaka). Se recuperaron en las grabaciones para Volume 18, derrotando a The Minnesota Home Wrecking Crew (Lacey & Rain). El 5 de julio, vencieron al dúo de Veronika Vice & Cat Power antes de perder contra The Minnesota Home Wrecking Crew, ahora llamado The International Home Wrecking Crew (Rain & Jetta) en las grabaciones de Volume 19 y Volume 20, respectivamente.

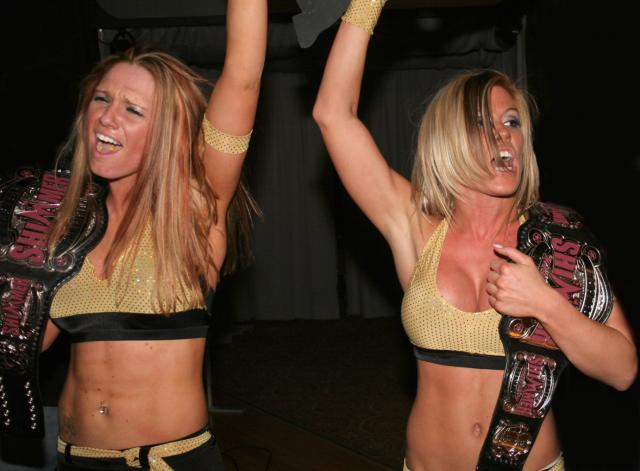
Nevaeh (izquierda) con su compañera Ashley Lane como Campeonas en Parejas de Shimmer.

El 19 de octubre de 2008, Nevaeh y Lane participaron en un Gauntlet match de seis equipos para determinar a las inaugurales Campeonas en Parejas de Shimmer; ganaron el combate y el título al eliminar por últimas a The Experience. En las grabaciones del Volume 22, defendieron con éxito el título contra The Canadian NINJAs (Portia Perez & Nicole Matthews). El 1 de noviembre, el título fue defendido fuera de Shimmer por primera vez cuando Nevaeh y Lane retuvieron su campeonato contra Stephie Sinclair y Hellena Heavenly en un combate en IPW; luego lo defendieron contra Hailey Hatred y Mary Elizabeth Monroe en el evento High Def de HWA también. El 2 de mayo de 2009, Nevaeh y Lane retuvieron su título contra The International Home Wrecking Crew en un 2-out-of-3-falls match, y al día siguiente defendieron con éxito el título contra Sara Del Rey y Amazing Kong. Perdieron el campeonato ante The Canadian NINJAs en las grabaciones del Volume 26, terminando su reinado en 196 días. Después de perder el título, Nevaeh y Lane perdieron nuevamente, esta vez ante Wesna Busic y Melanie Cruise el 8 de noviembre. Sin embargo, se recuperaron con una victoria sobre Kacey Diamond y Sassy Stephie (la anterior Stephie Sinclair) más tarde en la noche.
A partir de 2010, Nevaeh se mudó a la competencia en solitario, enfrentando a luchadoras como Kellie Skater, Cat Power y Sassy Stephie. Después de perder contra Sara Del Rey y Daffney, ella se recuperó con una victoria contra Athena en Volume 36. El 1 de octubre de 2011, Nevaeh derrotó a su antigua compañera de equipo Ashley Lane en el regreso de esta última a Shimmer antes de formar una nueva asociación con Sassy Stephie. En el Volume 42, derrotaron a Ariel y Nikki Roxx, pero perdieron ante Regeneration X (Allison Danger & Leva Bates) la noche siguiente. El 2 de octubre, Nevaeh y Stephie derrotaron a Lane y Mia Yim.
Después de una ausencia de un año, Nevaeh regresó a Shimmer el 6 de abril de 2013; se reunió con Sassy Stephie y se alió con Jessicka Havok para enfrentarse a Regeneration X y Serena Deeb en un combate de equipos de seis mujeres, con el equipo de Nevaeh perdiendo después de que Deeb la cubriera. En el Volume 59 de Shimmer, Nevaeh y Stephie derrotaron a Savannah Summers y Santana Garrett, y luego desafiaron sin éxito a Kellie Skater y Tomoka Nakagawa por el Campeonato en Parejas de Shimmer en el Volume 60 el 20 de octubre. Regresó a la competencia en solitario al año siguiente, enfrentándose a luchadores como Christina Von Eerie, LuFisto, Kay Lee Ray y Kimber Lee.

### Combat Zone Wrestling (2012-presente)
El 4 de febrero de 2012, Nevaeh hizo su debut en Combat Zone Wrestling con una victoria sobre Kimber Lee. Después del partido, su firma se confirmó cuando fue agregada a la sección Bombshells en el sitio web de CZW, y pronto se unió a Jake Crist, Dave Crist y Sami Callihan para formar Ohio Is For Killers (OI4K). Además de asumir un rol directivo dentro del stable, Nevaeh continuó actuando como luchadora, ya que derrotó a Cherry Bomb el 13 de octubre de 2012, y luchó contra Jessicka Havok a una lucha que terminó de no combate el 9 de marzo de 2013. En una revancha, Nevaeh derrotó a Havok en Proving Grounds en mayo de 2013. Durante el año siguiente, se enfrentó a luchadores como Christina Von Eerie, Kimber Lee y Shanna, mientras se involucraba en el feudo de OI4K con DJ Hyde y The Front, y formó parte de un combate de equipo de seis personas en Cage of Death XV en diciembre, en el que cubrió a Hyde. En mayo de 2014, se unió a Jessicka Havok para derrotar a Kimber Lee y LuFisto, y luego derrotó a Lee en un combate individual en septiembre en Deja Vu.

### Otras promociones (2009-presente)

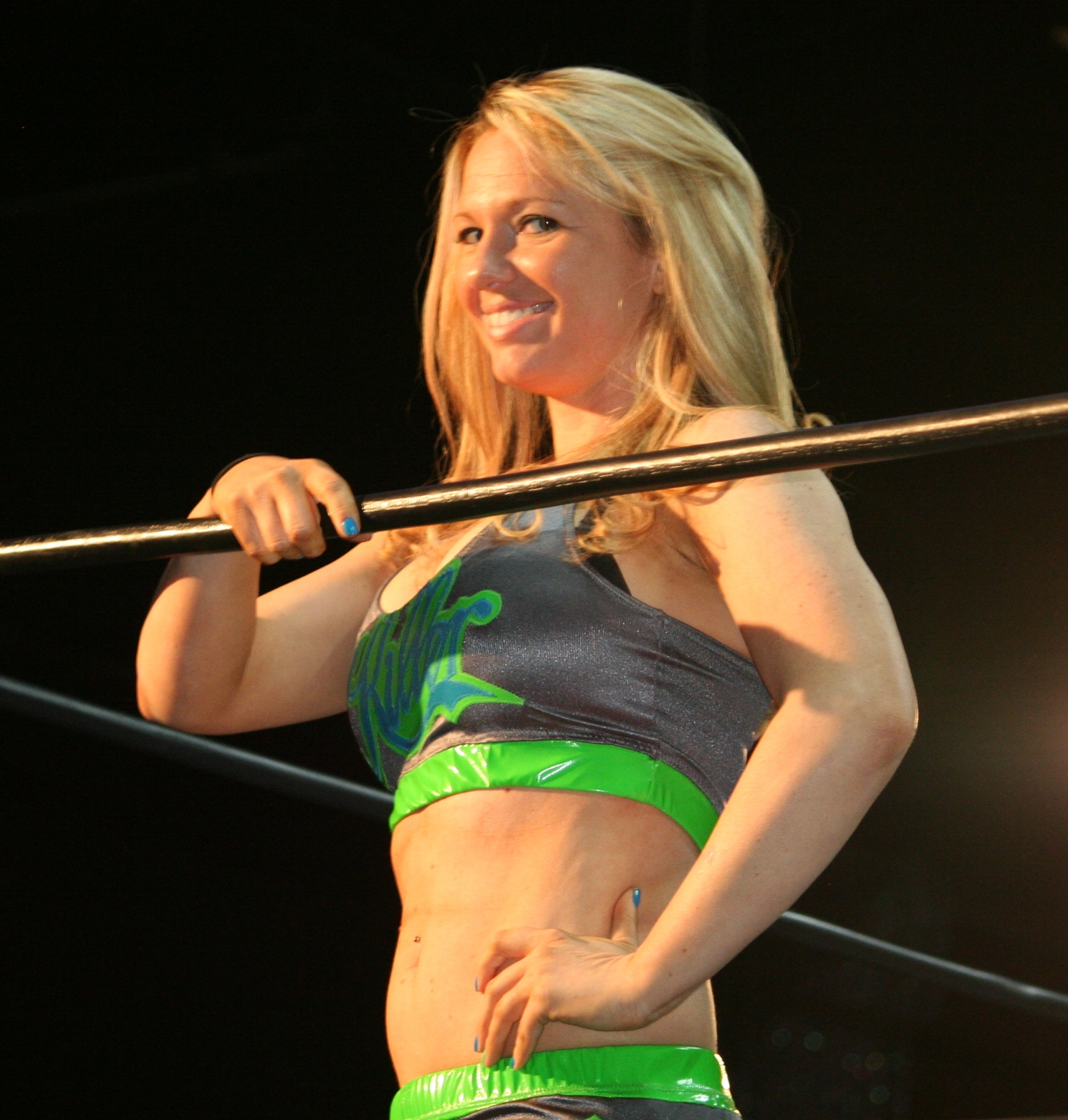
Neveah en un evento de Queens of Combat en marzo de 2014.

Nevaeh continuó trabajando para OCW en 2009 y 2010, e IPW hasta 2012. También apareció en Clash Wrestling y Remix Pro Wrestling durante este tiempo. En 2010, debutó para All-American Wrestling, y en el  episodio del26 de mayo de 2010 del programa TakeDown de Wrestlicious, Nevaeh hizo su debut para la promoción bajo el nombre en el ring de Kickstart Katie. Luchó en el espectáculo inaugural de Queens of Combat en 2014.
Nevaeh hizo su debut en Ring of Honor (ROH) el 1 de marzo de 2009, cuando ella y Daizee Haze derrotaron a Sara Del Rey y Sassy Stephie en una lucha por equipos en el cuarto episodio de Ring of Honor Wrestling. El 29 de mayo, perdió ante la Campeona de Shimmer MsChif en un combate no titular. Al día siguiente, ella y Haze perdieron ante MsChif y Del Rey. Después de una pausa en ROH, Nevaeh regresó a la promoción el 16 de octubre de 2010 en el evento Richards vs. Daniels, donde hizo equipo con Lady JoJo para derrotar a Daizee Haze y Jamilia Craft.
Neveah debutó para Women Superstars Uncensored el 9 de febrero de 2013, derrotando a Jessie Brooks. Como parte del torneo WSU Queen and King of the Ring en mayo de 2013, Neveah y Jake Crist derrotaron a Cherry Bomb y Pepper Parks, antes de perder ante Kimber Lee y Drew Gulak en las semifinales. En agosto, Neveah perdió ante Alexxis Nevaeh en un combate para determinar a la contendiente número uno al Campeonato de WSU. En febrero de 2014, Nevaeh y Christina Von Eerie desafiaron sin éxito a Annie Social y Kimber Lee por el Campeonato en Parejas de WSU. El 21 de febrero de 2015, Nevaeh ganó el Campeonato Spirit de WSU al derrotar a Niya Barela.
El 27 de septiembre de 2013, Nevaeh hizo su debut en Shine Wrestling, donde derrotó a Leva Bates en un combate individual. Después del combate, Nevaeh fue asistida por el S-N-S Express (Jessie Belle & Sassy Stephie) para atacar a Bates. Continuó su feudo con Bates durante los siguientes shows, incluida una derrota en un Hardcore match en Shine 15, antes de derrotarla en Shine 16 para terminar el feudo. En Shine 21, ganó un combate contra Amazing Kong, Su Yung y Leah Von Dutch. Neveah más tarde formó una nueva alianza, conocida como Valifornia, con SoCal Val, Marti Belle y Jayme Jameson. En Shine 23 en diciembre de 2014, desafió a Mia Yim por el Campeonato de Shine pero perdió por descalificación.

### Women of Wrestling (2019-presente)
En el episodio del 7 de septiembre de Women of Wrestling (WOW), durante el evento principal entre The Beast, Jessicka Havok y Jungle Grrrl en un Elimination match para determinar a la contendiente por el Campeonato Mundial de WOW, Nevaeh hizo su debut bajo el nombre Hazard al interferir en el combate a favor de Havok, estableciéndose como un equipo heel en el proceso. El equipo compitió en el torneo por el Campeonato Mundial en Parejas de WOW y logró pasar los finales donde perdieron ante Adrenaline y Fire.

### Impact Wrestling (2020-2021)
El 28 de abril de 2020, durante la segunda noche de Rebellion, Nevaeh hizo su debut en Impact Wrestling mientras veía a distancia un Full Metal Mayhem match entre Jessicka Havok (ahora conocida simplemente como Havok) y Rosemary, que fue ganado por esta última. En el episodio del 26 de mayo de Impact!, Nevaeh interfirió en un combate entre Havok y Kimber Lee, en donde Nevaeh evitó que Lee golpeara a Havok con un puño de acero. Havok y Nevaeh luego continuaron atacando a Lee, estableciéndose como un equipo. En el episodio del 16 de junio de Impact!, Neaveh salió victoriosa en su primer combate en Impact Wrestling cuando derrotó a Lee.
En el Impact! del 13 de octubre, junto a Havok se enfrentaron a Kiera Hogan & Tasha Steelz y a Taya Valkyrie & Rosemary en una Triple Threat Tag Team Match, sin embargo perdieron.

## Vida personal
Nevaeh está casada con el también luchador profesional y miembro de Ohio Versus Everything, Jake Crist. La pareja fueron novios de la infancia mientras asistían a la Escuela Secundaria Tecumseh de New Carlisle, Ohio y tienen una hija, Brooklynn, que nació cuando ambos eran adolescentes. Nevaeh tuvo a su segunda hija, Johnnie, el 23 de noviembre de 2015.

## En lucha
- Movimientos finales
  - Backpack stunner[50]
  - Bridging German suplex[51]
  - Double Shot (Corkscrew neckbreaker)[52]
  - STO[7]
- Movimientos de firma
  - Snapmare seguido de un neck snap seguido de un sliding clothesline[5][4]
  - Snap swinging neckbreaker[10][35]
- Con Ashley Lane
  - Movimientos finales de equipo
    - Combinación de STO (Nevaeh) y running big boot (Lane)[14][16][53]

  - Movimientos de firma de equipo
    - Double wrist-lock seguido de un double dropkick[12][13][54]
- Luchadores dirigidos
  - Matt Stryker[6]
  - Dave Crist[55]
  - Jake Crist[55]
- Apodos
  - "Gem City Queen"[56]
  - "Killer Queen"

## Campeonatos y logros
- Clash Wrestling
  - Clash Women's Championship (1 vez)
- Heartland Wrestling Association
  - Woman of the Year (2008)[15]
- Ohio Championship Wrestling
  - OCW Women's Championship (1 vez)[7]
- Pro Wrestling Illustrated
  - Situada #32 de las 50 mejores luchadoras en el PWI Female 50 en 2009[57]
- Rise Wrestling
  - Guardians of Rise Championship (1 vez, actual) - con Jessicka Havok[58]
- Rockstar Pro Wrestling
  - Rockstar Pro American Luchacore Championship (1 vez)[59]
  - Rockstar Pro Championship (1 vez)[60]
- Shimmer Women Athletes
  - Shimmer Tag Team Championship (1 vez) - con Ashley Lane[13]
- Women Superstars Uncensored
  - WSU Spirit Championship (1 vez)[38]